# Goździenica purpurowa

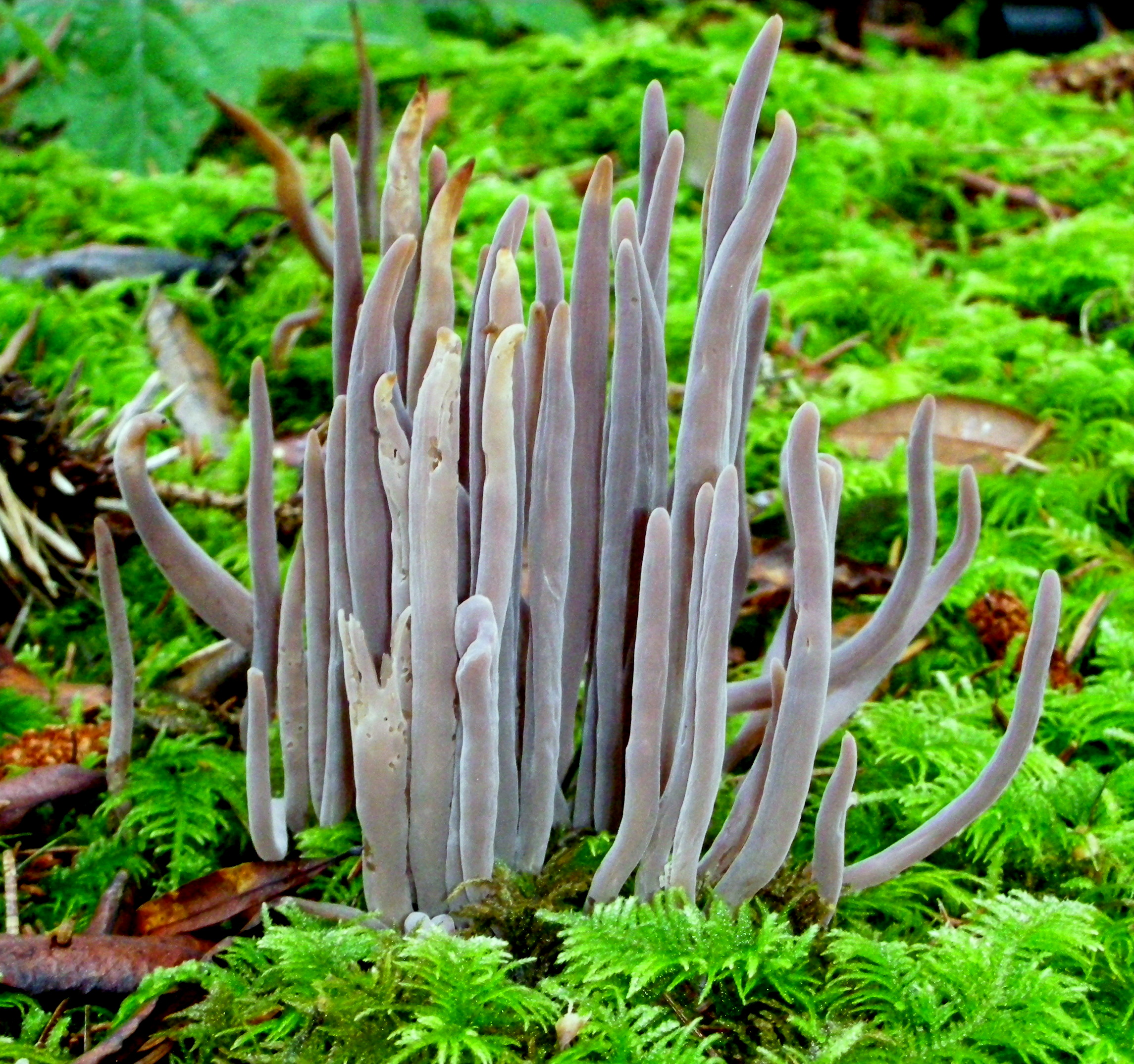

Goździenica purpurowa (Alloclavaria purpurea (Fr.) Dentinger & D.J. McLaughlin) – gatunek grzybów z klasy pieczarniaków (Agaricomycetes).

## Systematyka i nazewnictwo
Pozycja w klasyfikacji według Index Fungorum: Alloclavaria, Rickenellaceae, Hymenochaetales, Agaricomycetidae, Agaricomycetes, Agaricomycotina, Basidiomycota, Fungi.
Elias Fries w 1821 r. opisał ten takson jako Clavaria purpurea Fr., jednak w 2006 r. został on wyłączony z rodzaju Clavaria i włączony do rodzaju Alloclavaria. Rodzina i rząd nie zostały określone (Incertae sedis).
Polską nazwę nadali mu Barbara Gumińska i Władysław Wojewoda w 1983 r., jednak po przeniesieniu do innego rodzaju nazwa ta jest już niespójna z klasyfikacją systematyczną. Komisja ds. Polskiego Nazewnictwa Grzybów Polskiego Towarzystwa Mykologicznego zarekomendowała używanie nazwy goździenica purpurowa w 2025 r.

## Morfologia
Owocnik
Grzyb naziemny o wysokości 2,5–12 cm i pojedynczym owocniku koloru purpurowego, szaropurpurowego, brązowopurpurowego lub ametystowego. Starsze blakną do gliniastobrązowego koloru. Podstawa jest biała. Pojedynczy owocnik ma wąsko wrzecionowaty, robaczkowaty, smukły i pałkowaty kształt. Nie rozgałęzia się. Owocniki są kruche i delikatne, wewnątrz puste i zwykle rosną w grupach. Pod mikroskopem można zobaczyć duże cystydy wystające ponad hymenium. Hymenofor gładki, pokrywający całą powierzchnię owocnika.
Wysyp zarodników
Bezbarwny.
Gatunki podobne
Podobny, jaskrawofioletowy kolor ma goździeniec fioletowy (Clavaria zollingeri Lév.), ale wytwarza on oprócz owocników nierozgałęzionych również owocniki rozgałęzione.

## Występowanie i siedlisko
Notowany jest w Ameryce Północnej, Europie, Korei i Japonii. W Polsce gatunek rzadki, notowano jego występowanie tylko w Kotlinie Rabczańskiej i w Tatrach. Wymieniony jest w Czerwonej liście roślin i grzybów Polski ze statusem E – zagrożony wyginięciem. Znajduje się na listach gatunków zagrożonych także w Niemczech i Anglii.
Siedlisko: lasy, głównie górskie i podgórskie. Zazwyczaj rośnie w miejscach świetlistych i wilgotnych, w ściółce leśnej, wśród mchów lub na gołej ziemi. Jest rzadki. Najczęściej rośnie pod drzewami iglastymi, zwłaszcza świerkami, ale można go spotkać także pod olchami. Rośnie także na glebach wapiennych.

## Znaczenie
Saprotrof. Grzyb jadalny, ale zupełnie bez znaczenia użytkowego.